# بول لاسن
بول لاسن (بالفرنسية: Paul Lasne)‏ (16 يناير 1989) لاعب كرة قدم فرنسي يلعب حاليا لصالح نادي الدرجة الأولى بوردو الفرنسي في مركز الوسط المدافع .

## روابط خارجية
- بول لاسن على موقع رابطة كرة القدم الفرنسية للمحترفين (الإنجليزية)
- بول لاسن على موقع قاعدة بيانات كرة القدم.إي يو (الإنجليزية)
- بول لاسن على موقع ليكيب (الفرنسية)
- بول لاسن على موقع Soccerway.com (الإنجليزية)
- بول لاسن على موقع عالم كرة القدم.نت (الإنجليزية)
- بول لاسن على موقع كووورة
- بول لاسن على موقع AS.com (الإسبانية)